# Sérézin-du-Rhône
Sérézin-du-Rhône és un municipi francès situat al departament del Roine i a la regió d'Alvèrnia-Roine-Alps. L'any 2007 tenia 2.461 habitants.

## Demografia

### Població
El 2007 la població de fet de Sérézin-du-Rhône era de 2.461 persones. Hi havia 944 famílies de les quals 207 eren unipersonals (60 homes vivint sols i 147 dones vivint soles), 299 parelles sense fills, 398 parelles amb fills i 40 famílies monoparentals amb fills.
La població ha evolucionat segons el següent gràfic:
Habitants censats

### Habitatges
El 2007 hi havia 1.045 habitatges, 966 eren l'habitatge principal de la família, 7 eren segones residències i 72 estaven desocupats. 679 eren cases i 364 eren apartaments. Dels 966 habitatges principals, 717 estaven ocupats pels seus propietaris, 236 estaven llogats i ocupats pels llogaters i 13 estaven cedits a títol gratuït; 5 tenien una cambra, 57 en tenien dues, 167 en tenien tres, 287 en tenien quatre i 450 en tenien cinc o més. 809 habitatges disposaven pel capbaix d'una plaça de pàrquing. A 392 habitatges hi havia un automòbil i a 514 n'hi havia dos o més.

### Piràmide de població
La piràmide de població per edats i sexe el 2009 era:
| Homes | Edats   | Dones |
| ----- | ------- | ----- |
| 0     | 95 o +  | 0     |
| 0     | 90 a 94 | 0     |
| 4     | 85 a 89 | 28    |
| 0     | 80 a 84 | 8     |
| 20    | 75 a 79 | 16    |
| 24    | 70 a 74 | 36    |
| 44    | 65 a 69 | 68    |
| 64    | 60 a 64 | 56    |
| 88    | 55 a 59 | 88    |
| 88    | 50 a 54 | 100   |
| 84    | 45 a 49 | 80    |
| 92    | 40 a 44 | 76    |
| 84    | 35 a 39 | 116   |
| 116   | 30 a 34 | 120   |
| 40    | 25 a 29 | 108   |
| 40    | 20 a 24 | 64    |
| 52    | 15 a 19 | 104   |
| 60    | 10 a 14 | 84    |
| 104   | 5 a 9   | 116   |
| 92    | 0 a 4   | 68    |

## Economia
El 2007 la població en edat de treballar era de 1.616 persones, 1.263 eren actives i 353 eren inactives. De les 1.263 persones actives 1.208 estaven ocupades (624 homes i 584 dones) i 55 estaven aturades (25 homes i 30 dones). De les 353 persones inactives 128 estaven jubilades, 132 estaven estudiant i 93 estaven classificades com a «altres inactius».

### Ingressos
El 2009 a Sérézin-du-Rhône hi havia 998 unitats fiscals que integraven 2.538 persones, la mediana anual d'ingressos fiscals per persona era de 22.008 €.

### Activitats econòmiques
Dels 129 establiments que hi havia el 2007, 4 eren d'empreses extractives, 3 d'empreses alimentàries, 1 d'una empresa de coc i refinatge, 1 d'una empresa de fabricació d'elements pel transport, 5 d'empreses de fabricació d'altres productes industrials, 25 d'empreses de construcció, 31 d'empreses de comerç i reparació d'automòbils, 10 d'empreses de transport, 6 d'empreses d'hostatgeria i restauració, 2 d'empreses d'informació i comunicació, 1 d'una empresa financera, 4 d'empreses immobiliàries, 17 d'empreses de serveis, 11 d'entitats de l'administració pública i 8 d'empreses classificades com a «altres activitats de serveis».
Dels 38 establiments de servei als particulars que hi havia el 2009, 1 era una oficina de correu, 1 taller de reparació d'automòbils i de material agrícola, 1 taller d'inspecció tècnica de vehicles, 4 paletes, 4 guixaires pintors, 2 fusteries, 9 lampisteries, 4 electricistes, 3 perruqueries, 5 restaurants, 3 agències immobiliàries i 1 saló de bellesa.
Dels 8 establiments comercials que hi havia el 2009, 2 eren botiges de menys de 120 m², 2 fleques, 1 una carnisseria, 1 una llibreria, 1 una botiga de material esportiu i 1 una floristeria.
L'any 2000 a Sérézin-du-Rhône hi havia 3 explotacions agrícoles.

## Equipaments sanitaris i escolars
L'únic equipament sanitari que hi havia el 2009 era una farmàcia.
El 2009 hi havia 1 escola maternal i 1 escola elemental.

## Poblacions més properes
El següent diagrama mostra les poblacions més properes.